# Dismorphia zaela
Dismorphia zaela är en fjärilsart som först beskrevs av William Chapman Hewitson 1858.  Dismorphia zaela ingår i släktet Dismorphia och familjen vitfjärilar. Inga underarter finns listade i Catalogue of Life.

## Bildgalleri

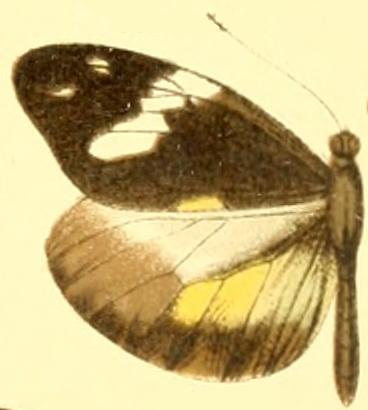
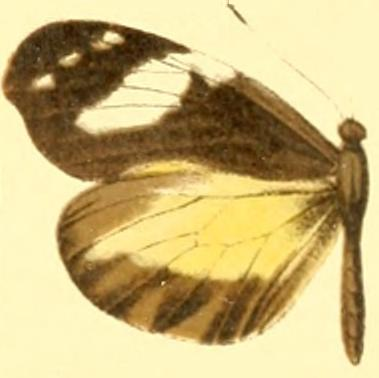